# McConnell Lake Park
McConnell Lake Park är en park i Kanada.   Den ligger i provinsen British Columbia, i den södra delen av landet, 3 300 km väster om huvudstaden Ottawa. McConnell Lake Park ligger 1 295 meter över havet.
Terrängen runt McConnell Lake Park är huvudsakligen kuperad, men den allra närmaste omgivningen är platt. Närmaste större samhälle är Kamloops, 18,8 km nordost om McConnell Lake Park. 
I omgivningarna runt McConnell Lake Park växer i huvudsak barrskog. Trakten runt McConnell Lake Park är nära nog obefolkad, med mindre än två invånare per kvadratkilometer.